# Plembutan
Plembutan is een bestuurslaag in het regentschap Gunung Kidul van de provincie Jogjakarta, Indonesië. Plembutan telt 4108 inwoners (volkstelling 2010).